# بورگوروزه
بورگوروزه (به ایتالیایی: Borgorose) یک کومونه در ایتالیا است که در استان ریتی واقع شده‌است.

## خصوصیات
بورگوروزه ۱۴۸٫۸ کیلومترمربع مساحت و ۴٬۵۹۷ نفر جمعیت دارد و ۷۳۲ متر بالاتر از سطح دریا واقع شده‌است.